# Stanley Dickens
Stanley Dickens, född 7 maj 1952 i Färila, är en svensk racerförare. 1989 blev han den första svenska vinnaren av 24-timmarsloppet Le Mans. Han vann även två japanska GT-mästerskap. Han har även delat med sig av sina kunskaper och erfarenheter som team manager.

## Racingkarriär[1]
Dickens började sin karriär på 1970-talet i Formula Ford som han körde under ett antal år. Han gick sedan över till Formula 3 där han gjorde en del uppmärksammade framträdanden, även på internationell mark. Han gick över till Sports 2000-klassen och tillhörde genast toppskiktet i klassen. Han kom på tredje plats i Nordiska Mästerskapet 1979 för att sedan ta hem en totalseger i Europamästerskapet 1981. Med det sattes nya mål och en ambition var att etablera sig i Formula 2 där Dickens team var det Schweiziska Horag med Markus Hotz som teamchef, där Markus skulle komma att betyda mycket i den framtida karriären.
Dickens gjorde sin debut i Japan 1982. 1983 blev han inbjuden att köra ett långdistanslopp i par med Eje Elgh. Paret körde en Dome Grupp C och slutade som 2:a i ett 1000 km-lopp på Fuji-banan. Det ledde till ett fabrikskontrakt med Toyota som inte innebar större framgångar och en våldsam krasch på Le Mans gjorde inte saken bättre. Efter ett par år hamnade Dickens 1985 i det tyska Team Gebhardt tillsammans med Frank Jelinski. De fick en pallplats i den första tävlingen och under 1986 kom flera framgångar inkluderat ett antal segrar i VM för sportvagnar. Framgångarna ledde så småningom till en start tillsammans med Jelinski i en Porsche 956 för BRUN Motorsport. Dickens/Jelinski fick en 2:a-placering i den avslutande VM-tävlingen och säkrade BRUN:s VM-titel 1986.
Det blev startskottet för en ny era i Dickens karriär. Efter flera kontraktsförslag hamnade han hos Porsches starkaste privatteam, Joest Racing. Han körde hela VM-serien för teamet tillsammans med förare som bland annat Klaus Ludwig, John Winter, Hans Jr Stuck, och Bob Wollek. En 3:e-placering i Nürburg toppade placeringslistan under 1987 men mest handlade det om 4:e – 6:e-placeringar. Framgångarna var så pass betydelsefulla att Dickens fick en Formula 1-licens och nya ambitionen var att få ett kontrakt i F1.

### Japansk Mästare
Dickens valde att både fortsätta köra för Joest i Porsche 962 och att tacka ja till ett japanskt kontrakt, även det i Porsche 962, där båda valen visade sig vara lyckosamma. Seger i det högt rankade japanska mästerskapet med Porsche, seger i japanska Grupp A-mästerskapet med BMW och flera framgångar i Sportvagns-VM med Joest Porsche. En uppmärksammad körning i VM-tävlingen på Silverstone tillsammans med en tredjeplats på Le Mans i Porsches fabriksteam resulterade i ett särskilt pris från BRDC som gav Dickens välförtjänt respekt i England. Med ytterligare pallplatser i den amerikanska IMSA-serien tillhörde Dickens vid det här laget världseliten, framförallt bland sportvagnsförare.

### Le Mans
1989 anlitades Dickens av Mercedes och Peter Sauber som förare för deras första officiella fabrikssatsning i Le Mans, efter ett uppehåll på 30 år. Han vann tävlingen som den första svenska vinnaren, i lag med Jochen Mass och Manuel Reuter i en Sauber C9. Därefter fortsatte Dickens att tävla i sportvagnar och GT-bilar under 1990-talet i både Japan, USA och Europa. Den senaste internationella segern var 2000 tillsammans med Fredrik Ekblom i Sydafrika i en Lola. Stanley Dickens gjorde en comeback 2010 i GT3 där han körde en BMW Z4 för West Coast Racing. Tillsammans med Fredrik Lestrup bärgades segern på Knutstorp innan en 12-timmarstävling på Hungaroring i lag med Richard Göransson och Lars Stugemo. De ledde tävlingen men fick bryta på grund av ett elektriskt fel.

### Team Management
År 2001 tog Dickens steget från förare till team manager och startade SRTS, som vann FIA Sportscar Championship 2001 med Thed Björk och Larry Oberto som förare. Under åren hade teamet förare som Mattias Andersson, Niklas Lovén, Edward Sandström, Thed Björk, Janina Ickx och Alx Danielsson som avslutade en säsong med en seger i Dubai. En insats i Formula Renault 2.0 med Micke Ohlsson som förare avslutade verksamheten för SRTS.
2015 blev Dickens kontrakterad till en ungdomssatsning i Formula Renault 1.6 för PWR Racing med Poker Wallenberg som uppdragsgivare. Oliver Söderström och Julia Holgersson körde bilarna och teamet tog hem totalsegern i det Nordiska Mästerskapet efter en stark insats av Oliver.